# Михаил Гембицки
Михаил Вартоломеевич Гембицки (от руски: Михаил Варфоломеевич Гембицкий) е руски офицер, полковник. Участник в Руско-турската война (1877-1878). Почетен гражданин на Ловеч.

## Биография
Михаил Гембицки е роден през 1848 г. в Русия в семейството на потомствен дворянин от Киевска губерния, произхождащо от полската шляхта. По-голям брат на полковник Пьотр В. Гембицки. Ориентира се към военното поприще. Завършва военно училище и е произведен в първо офицерско звание подпоручик.
Участва в Руско-турската война (1877-1878). Младши офицер с чин подпоручик в 11-и стрелкови батальон от 3-та стрелкова бригада. Участва в превземането на Ловеч от сборен отряд с командир генерал-майор Александър Имеретински. Батальона е в състава на дясната колона с командир генерал-майор Владимир Доброволски. Тежко е ранен от вражески крушуми в гърдите и дясната ръка при щурма на височина № 2 в близост до село Пресяка.
На 4 януари 1903 г. Ловешкия общински съвет взема предвид героизма на пручик Гембицки. Със специално решение „Изказвайки дълбоката признателност на гражданите, провъзгласява офицера на руската армия от 11-и стрелкови батальон подпоручик Михаил Вартоломеевич Гембицки за Почетен гражданин на Ловеч“. През април 1903 г. подполковник Гембицки благодари с телеграма „за оказаната чест и изпраща свой портрет“. Улица в Ловеч е наименувана „Подполковник Гембицки“.
След войната е командир на 169- и Новотрокски пехотен полк (1908-1909). Повишен е във военно звание полковник от 1908 г.
Умира през 1925 г. в Русия.